# 岑敖暉
岑 敖暉（しん ごうき、繁体字中国語: 岑敖暉、シャム・アオフイー、英語: Lester Shum、1993年6月11日 - ）は香港の民主主義政治家である。朱凱廸新西團隊に所属している。荃湾区区議会海濱選挙区議員。